# Mapa de Hereford

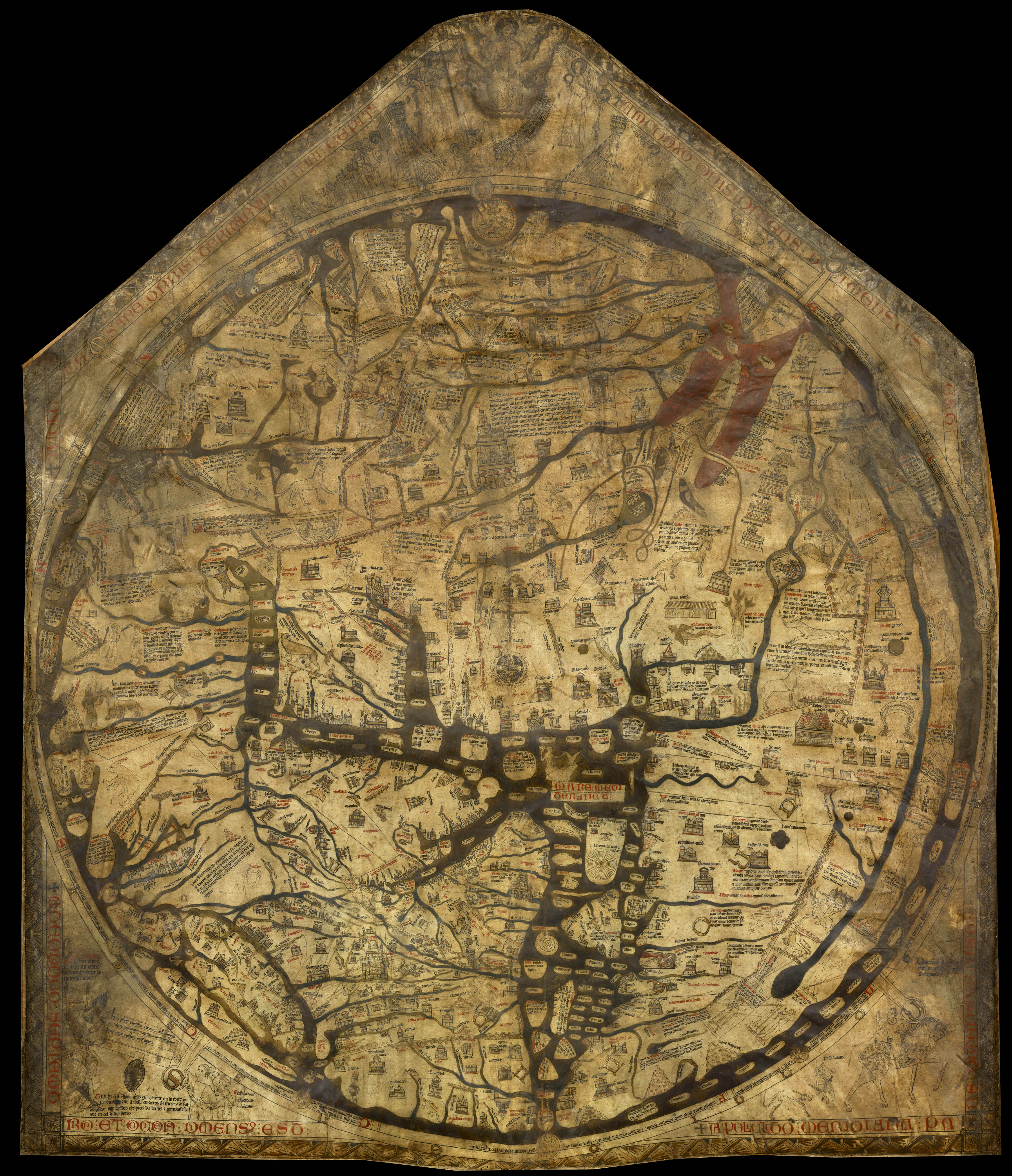
Mapa-múndi de Hereford

O Mapa de Hereford é um mapa-múndi pintado possivelmente entre os anos de 1276 e 1285, com uma forma derivada do padrão T e O. Ele está atualmente em exibição na Catedral de Hereford, na Inglaterra. É o maior mapa medieval existente atualmente.
O mapa ficou pendurado por muitos anos em um corredor no coro da catedral. Em 1855, ele foi transferido e reparado no Museu Britânico. Durante a Segunda Guerra Mundial, o mapa-múndi e outros manuscritos valiosos de biblioteca da catedral foram movidos para um local mais seguro, voltando para a catedral em 1946.
Em 1988, uma crise financeira na diocese de Hereford fez com que o deão propusesse a venda do mapa-múndi. Depois de muita controvérsia, grandes doações do National Heritage Memorial Fund, Paul Getty e membros do público mantiveram o mapa em Hereford, permitindo a construção de uma nova biblioteca para abrigá-lo. O novo edifício no canto sudeste da catedral foi inaugurado em 1996.

## Características
O mapa é assinado por "Richard de Haldingham e Lafford", também conhecido como Richard de Bello. As inscrições são em tinta preta, com a adição de ouro e vermelho; além disso, os mares e rios são em azul ou verde, com exceção do Mar Vermelho, que está em cor vermelha. Estão representadas 420 cidades, 15 eventos bíblicos, 33 animais e plantas, 32 pessoas e cinco cenas da mitologia clássica.